# Leucilla
Leucilla is een geslacht van sponsdieren uit de klasse van de Calcarea (kalksponzen).

## Soorten
- Leucilla amphora Haeckel, 1872
- Leucilla australiensis (Carter, 1886)
- Leucilla capsula (Haeckel, 1870)
- Leucilla echina (Haeckel, 1870)
- Leucilla endoumensis Borojevic & Boury-Esnault, 1986
- Leucilla hirsuta Tanita, 1942
- Leucilla leuconides (Bidder, 1891)
- Leucilla minuta Tanita, 1941
- Leucilla nuttingi (Urban, 1902)
- Leucilla oblata Row & Hozawa, 1931
- Leucilla sacculata (Carter, 1890)
- Leucilla schauinslandi (Preiwisch, 1904)
- Leucilla uter Poléjaeff, 1883